# Opus latericium

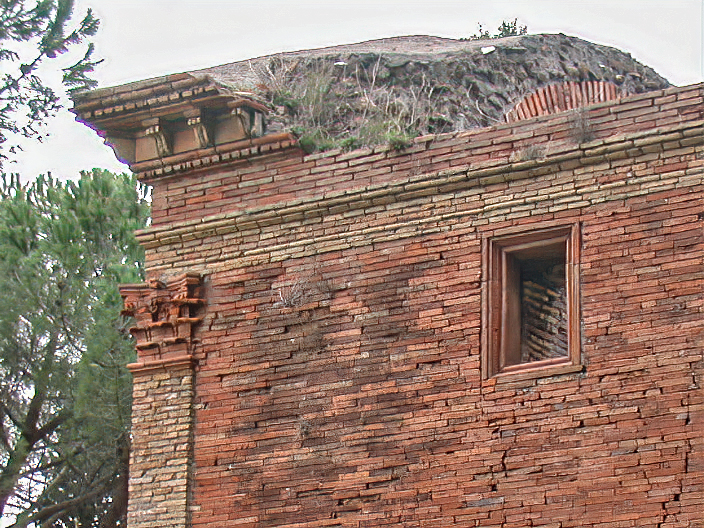
Exemplo de opus latericium num túmulo da antiga Via Ápia em Roma.

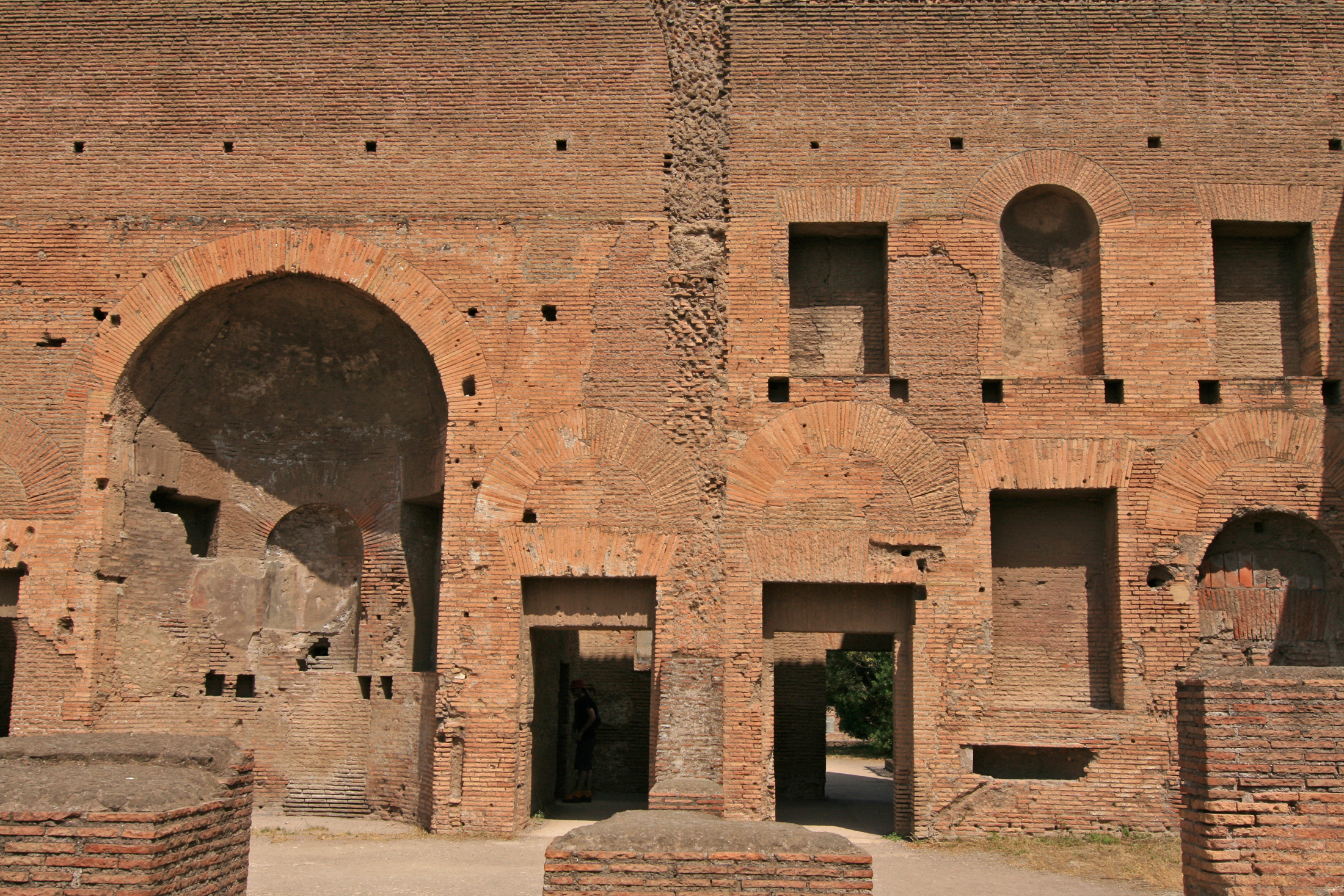
Uma parede da Domus Augustana em Roma.

Opus latericium  (latim para "alvenaria") é uma antiga técnica de construção romana em que alvenaria assentada é usada para enfrentar um núcleo de opus caementicium opus caementicium.
Opus reticulatum foi a forma dominante de construção de paredes na era imperial. Na época do escritor de arquitetura Vitrúvio, opus latericium parece ter designado estruturas construídas com tijolos de barro crus.